# Clădirea fostului spital al Zemstvei (Pîrjolteni)
Clădirea fostului spital al Zemstvei este o clădire amplasată în Pîrjolteni, raionul Călărași, Republica Moldova. Este un monument istoric și arhitectural de importanță națională inclus în Registrul monumentelor Republicii Moldova ocrotite de stat cu nr. 211 (raionul Călărași). Datează din 1888-1890.